# 둘신
둘신(Dulcin)은 설탕보다 약 250배 더 단맛을 내는 인공 감미료이며, 1883년 폴란드의 화학자 조제프(Józef Berlinerblau, 1859년 8월 27일 ~ 1935년)에 의해 발견되었다. 약 7년 뒤 처음으로 대량 생산되었다. 사카린 이후 단지 5년 뒤에 발견되었으나 후자의 화합물의 시장적 성공을 맛보지는 못했다. 그럼에도 불구하고 20세기 초의 중요한 감미료였으며 끝의 쓴 맛을 내지 않았다는 점에서 사카린보다 우위에 있는 점이 있었다.
초기 의학 시험에서 이 물질이 인간 소비에 안전하다는 것이 입증되었고 당뇨병에 이상적인 것으로 간주되었다. 그러나 미국 식품의약국(FDA)의 1951년 연구에 따르면 안전에 관한 수많은 질문이 있었고 동물 시험에서 만성 독성이 발견된 이후 1954년 시장에서 제외되었다.

## 독성
둘신은 식단의 0.1% 이상에서 쥐에게 독성이 있다. 0.1%에서 약간의 성장 속도의 감퇴를 준다. 1.0%에서 치명도가 높아지며 간, 장기, 심장 등에 눈에 띄는 조직적 변화를 보인다.